# Come Eva... più di Eva
Come Eva... più di Eva (Our Girl Friday) è un film britannico del 1953 diretto da Noel Langley.
Esso si basa su un libro dello scrittore australiano Norman Lindsay del 1931 dal titolo The Cautious Amorist.